# ميسم (أداة)
المِيْسَم هو أداة تستخدم للوسم، والوسم هو ضغط شكل معدني ساخن على شيء أو ماشية بقصد ترك علامة تعريف.

## صور

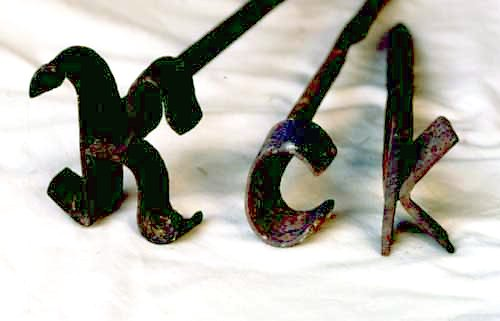
مياسم من العقد الأول من القرن العشرين.